# Лисенков, Иван Тимофеевич
Иван Тимофеевич Лисенков (1795, Сумы, Харьковская губерния — 15 (27) марта 1881, Санкт-Петербург) — российский книгоиздатель и книгопродавец, знакомый А. С. Пушкина.
Книготорговую деятельность начал в 1820 разъездным агентом московского книгопродавца О. Свешникова, с 1826 работал приказчиком и управляющим книжным магазином И. Глазунова в Санкт-Петербурге (1836).
Собственную книжную торговлю в Петербурге начал в 1836 г. С этого времени и, по крайней мере, до 1869 г. книжная лавка И. Т. Лисенкова располагалась во флигеле Пажеского корпуса, современный адрес Садовая ул., 26 (во дворе).
Издал «Илиаду» Гомера в переводе Н. И. Гнедича, «Кобзарь» и «Гайдамаки» Т. Шевченко, сочинения Г. Квитка-Основьяненко, И. Котляревского, азбуку, детские книги, географические карты.
Книжную лавку И. Лисенкова часто посещали А. Пушкин и многие другие русские писатели и поэты, любители старых, редких книг.
И. Лисенков прославился распространением прижизненных изданий А. С. Пушкина.
Умер в Петербурге. Похоронен среди мастеров искусств на Главной аллее Некрополя Свято-Троицкой Александро-Невской Лавры.